# SKA Sverdlovsk
Le SKA Sverdlovsk (en russe : СКА-Свердло́вск) est un club de bandy de Iekaterinbourg en Russie.

## Historique
Le club est créé en 1935. À l'origine le nom du club est ODO Sverdlovsk (en russe : abréviation de Окружной Дом офицеров « Club des officiers du District »). En 1954, le club prend son nom de SKA Sverdlovsk (en russe : abréviation de Спортивный Клуб Армии, « Club sportif de l'Armée »). Malgré le changement de nom de la ville, qui redevint Iekaterinbourg à la chute de l'URSS en 1991, le club garde l'ancien nom de la ville.

## Palmarès
- Vainqueur du Championnat d'URSS (12) : 1950, 1953, 1956, 1958, 1959, 1960, 1962, 1966, 1968, 1971, 1974
- Vainqueur du Championnat de Russie (1) : 1994
- Vainqueur de la Coupe d'Europe de bandy (1) : 1974